# Tankovski as
Tankovski as je naziv za pripadnika tankovskih oz. oklepnih enot, ki je z lastnim tankom oz. samovoznim topom uničil najmanj 5 sovražnikovih tankov.
Ker posadko tanka sestavlja več oseb, si lahko zasluge za uničenje tanka lahko lastita le poveljnik tanka in namerilec tankovskega topa. 

## Seznami
- seznam tankovskih asov druge svetovne vojne

- seznam ameriških tankovskih asov druge svetovne vojne
- seznam britanskih tankovskih asov druge svetovne vojne
- seznam finskih tankovskih asov druge svetovne vojne
- seznam francoskih tankovskih asov druge svetovne vojne
- seznam nemških tankovskih asov druge svetovne vojne
- seznam sovjetskih tankovskih asov druge svetovne vojne